# Балликарни
Балликарни (англ. Ballycarney; ирл. Baile Uí Chearnaigh) — деревня в Ирландии, находится в графстве Уэксфорд (провинция Ленстер) у трассы R745.